# William F. Walsh
William Francis Walsh (11 de julho de 1912 - 8 de janeiro de 2011) foi um político republicano-conservador norte-americano. 
Exerceu o cargo de prefeito da cidade de Syracuse, no estado de Nova Iorque.